# Bazén (film, 2003)
Bazén (v originále Swimming Pool) je francouzsko-britský mysteriózní film z roku 2003. Režisérem filmu je François Ozon a hlavní role si zahráli Charlotte Rampling, Ludivine Sagnier a Charles Dance.

## Obsazení
| Charlotte Rampling | Sarah Morton    |
| Ludivine Sagnier   | Julie           |
| Charles Dance      | John Bosload    |
| Jean-Marie Lamour  | Franck          |
| Marc Fayolle       | Marcel          |
| Mireille Mossé     | Marcelova dcera |
| Lauren Farrow      | Julia           |
| Sebastian Harcombe | Terry Long      |
| Frances Cuka       | dáma            |